# Фумігація
Фумігація (від лат. fumigare — обкурювати, диміти)  — метод боротьби зі шкідниками шляхом повного заповнення обсягу газоподібними пестицидами (фумігантами), які задушують або отруюють шкідників.

## Фумігант
Фумігант — пестицид, хімічна речовина якого в газоподібному стані за певної температури, тиску та концентрації знищує окремі шкідливі організми.

## Фумігатор

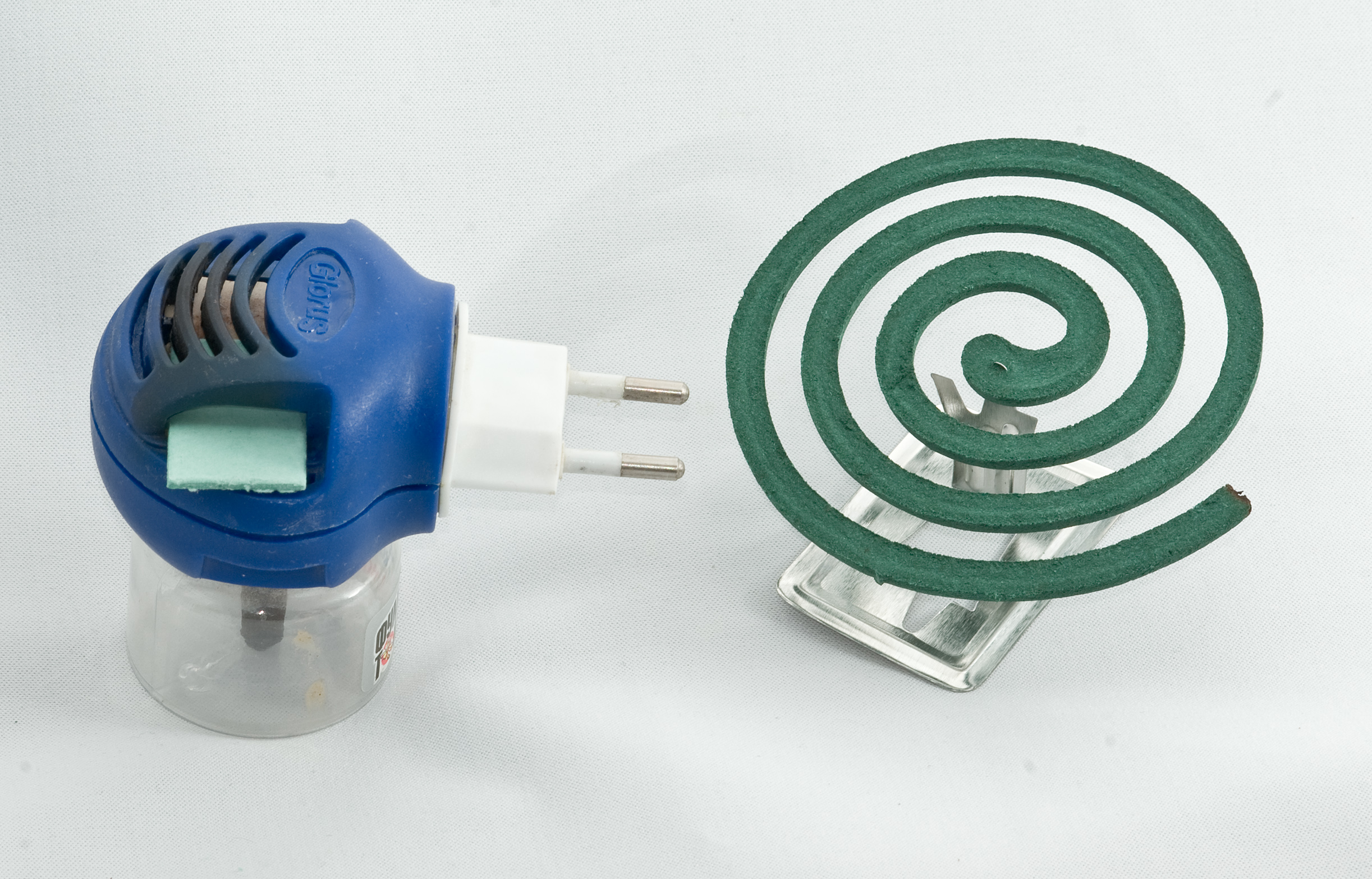
Фумігатори: зліва електричний (що використовує пластини або пляшку з рідиною), праворуч димова спіраль

Фумігатор — пристрій для дезінсекції житлових приміщень методом фумігації, тобто парами інсектицидів (фумігантами).

### Типи фумігаторів
Найпоширеніші два основних типи фумігаторів — піротехнічні («палаюча спіраль») і електричні. В піротехнічних фумігаторах джерелом тепла, який випаровує інсектицид, є пориста горюча маса, просочена фумігантами, в електричних — електронагрівальний елемент.
В свою чергу, електричні фумігатори, що живляться від побутової електромережі, діляться на таблеткові, в яких джерелом фуміганта є картонні пластинки-таблетки, просочені фумігантами, які поміщуються на нагрівальний майданчик, і рідинні.